# The Comeback
The Comeback é uma série de comédia dramática da HBO estrelada por Lisa Kudrow, que também a criou com Michael Patrick King. A primeira e a segunda temporada foram ao ar, respectivamente, em 2005 e 2014, recebendo indicações ao Emmy pelas duas.
Kudrow e King foram também escritores e produtores executivos da série, e King diretor de alguns episódios. A série estreou na HBO a 5 de Junho de 2005.Nesta série e mostrada a ideia de fama e fortuna que marcaram a carreira de Lisa Kudrow através de seu personagem Valerie Cherish. Após uma pausa em 2006 voltou a ser exibida em 2015. No Brasil a nova temporada está sendo exibida no canal HBO SIG
A série, conhecida em Portugal como "De Volta à Ribalta", estreou no canal FX em Novembro de 2007.